# Teoría ácido-base duro-blando
La teoría ácido-base duro-blando, también conocida como teoría ABDB, concepto ácido-base de Pearson, teoría HSAB (por sus siglas en inglés) es un modelo ampliamente utilizado en química para explicar la estabilidad de los compuestos y mecanismos de reacción.
Esta teoría asigna los términos 'duro' o 'blando', y 'ácido' o ''base' a las especies químicas.
Se aplica el término 'duro' a aquellas especies que son pequeñas, tienen estado de oxidación o carga alta (el criterio de carga se aplica principalmente a los ácidos, aunque también en menor grado a las bases), y son débilmente polarizables.
Se aplica el término 'blando' a aquellas especies que son grandes, tienen estado de oxidación o carga pequeña, y son fuertemente polarizables.
Esta teoría es usada en contextos donde una descripción cualitativa, más que cuantitativa, ayudaría a entender los factores predominantes que controlan las propiedades químicas y reacciones. Esto es especialmente así en la química de metales de transición, donde se han hecho numerosos experimentos para determinar el ordenamiento relativo de los ligandos y los metales de transición, en términos de su dureza y blandura.
La teoría ABDB es también muy útil en predecir los productos de las reacciones de metátesis. Recientemente se ha visto que incluso la sensibilidad y desempeño de los materiales explosivos puede ser explicada a partir de la teoría ABDB.
Ralph Pearson introdujo el concepto ABDB a principios de la década de 1960 en un intento de unificar la química de las reacciones inorgánica y orgánica.

## Teoría
La esencia de esta teoría es que los ácidos blandos reaccionan más rápido y forman enlaces más fuertes con bases blandas, mientras que los ácidos duros reaccionan más rápido y forman enlaces más fuertes con bases duras, siendo iguales todos los otros factores. La clasificación en el trabajo original estaba basada en las constantes de equilibrio para las reacciones de dos bases de Lewis compitiendo por un ácido de Lewis.
Los ácidos duros y bases duras tienden a tener:
- radio iónico/atómico pequeños
- estado de oxidación alto
- polarizabilidad baja
- electronegatividad alta
- HOMO de baja energía, en el caso de las bases, y LUMO de alta energía, en el caso de los ácidos.[7]

Algunos ejemplos de ácidos duros son: H+, cationes alcalinos, Ti4+, Cr3+, Cr6+, BF3. Algunos ejemplos de bases duras son: OH–, F–, Cl–, NH3, CH3COO–, CO32–. La afinidad de los ácidos duros y bases duras unos para otros es principalmente de naturaleza iónica.
Los ácidos blandos y bases blandas tienden a tener:
- radio iónio/atómico grande
- estado de oxidación bajo o cero
- polarizabilidad alta
- electronegatividad baja
- HOMO de alta energía, en el caso de las bases, y LUMO de baja energía, en el caso de los ácidos.[7]

Algunos ejemplos de ácidos blandos son: CH3Hg+, Pt2+, Pd2+, Ag+, Au+, Hg2+, Hg22+, Cd2+, BH3. Algunos ejemplos de bases blandas son: H–, R3P, SCN–, I–. La afinidad de los ácidos blandos y bases blandas unos para otros es principalmente de naturaleza covalente.
| Ácidos                                 | Ácidos     | Ácidos         | Ácidos              | Bases       | Bases   | Bases               | Bases  |
| duro                                   | duro       | blando         | blando              | duros       | duros   | blando              | blando |
| Hidrón                                 | H+         | Mercurio       | CH3Hg+, Hg2+, Hg22+ | Hidróxido   | OH-     | Hidruro             | H-     |
| Metal alcalino                         | Li+,Na+,K+ | Platino        | Pt2+                | Alcóxido    | RO-     | Tiolato             | RS-    |
| Titanio                                | Ti4+       | Paladio        | Pd2+                | Halogenuro  | F-,Cl-  | Halogenuro          | I-     |
| Cromo                                  | Cr3+,Cr6+  | Plata          | Ag+                 | Amoníaco    | NH3     | Fosfina             | PR3    |
| Trifluoruro de boro                    | BF3        | Borano         | BH3                 | Carboxilato | CH3COO- | Tiocianato          | SCN-   |
| Carbocatión                            | R3C+       | P-cloranilo    |                     | Carbonato   | CO32-   | monóxido de carbono | CO     |
|                                        |            | Metales brutos | M0                  | Hidrazina   | N2H4    | Benceno             | C6H6   |
|                                        |            | Oro            | Au+                 |             |         |                     |        |
| Tabla 1. Ácido y bases duros y blandos |            |                |                     |             |         |                     |        |

También se ha identificado casos borde: los ácidos borde son el trimetilborano, dióxido de azufre, y los cationes Fe2+, Co2+ y Pb2+ . Las bases borde son: anilina, piridina, dinitrógeno N2 y los aniones azida, bromuro, nitrato y sulfato.
Generalmente, los ácidos y bases interactúan, y las interacciones más estables son duro-duro (carácter ionogénico) y blando-blando (carácter covalente).
Un intento de cuantificar la 'blandura' de una base consiste en determinar la constante de equilibrio del siguiente equilibrio:
BH + CH3Hg+ ↔ H+ + CH3HgB
Donde CH3Hg+ (ion metilmercurio) es un ácido muy blando y el H+ (hidrón) es un ácido duro, que compite por B (la base a ser clasificada).
Algunos ejemplos que ilustran la efectividad de la teoría:
- Los metales brutos son ácidos blandos y son envenenados por bases blandas como las fosfinas y sulfuros.
- Los solventes duros como el fluoruro de hidrógeno, agua y solventes próticos tienden a solvatar a bases fuertes, tales como el anión fluoruro y óxido. Por otra parte, los solventes apróticos dipolares tales como el sulfóxido de dimetilo y la acetona son solventes blandos con una preferencia por solvatar aniones grandes y bases blandas.
- En química de coordinación, existen interacciones blando-blando y duro-duro entre ligandos y centros metálicos.

## Dureza química
| Dureza química en electron volt |        |          |                     |       |       |
| Ácidos                          | Ácidos | Ácidos   | Bases               | Bases | Bases |
| Hidrógeno                       | H+     | infinito | Fluoruro            | F-    | 7     |
| Aluminio                        | Al3+   | 45.8     | Amoníaco            | NH3   | 6.8   |
| Litio                           | Li+    | 35.1     | hidruro             | H-    | 6.8   |
| Escandio                        | Sc3+   | 24.6     | monóxido de carbono | CO    | 6.0   |
| Sodio                           | Na+    | 21.1     | hidroxilo           | OH-   | 5.6   |
| Lantano                         | La3+   | 15.4     | cianuro             | CN-   | 5.3   |
| Zinc                            | Zn2+   | 10.8     | fosfano             | PH3   | 5.0   |
| Dióxido de carbono              | CO2    | 10.8     | nitrito             | NO2-  | 4.5   |
| Dióxido de azufre               | SO2    | 5.6      | Hidrosulfuro        | SH-   | 4.1   |
| Yodo                            | I2     | 3.4      | Metano              | CH3-  | 4.0   |
| Table 2. Chemical hardness data |        |          |                     |       |       |

En 1983, Pearson junto con Robert Parr extendieron la teoría cualitativa ABDB con una definición cuantitativa de la dureza química (η) como proporcional a la segunda derivada de la energía total de un sistema químico, con respecto al cambio en el número de electrones en un ambiente nuclear fijo:
{\displaystyle \eta ={\frac {1}{2}}\left({\frac {\partial ^{2}E}{\partial N^{2}}}\right)_{Z}.}
El factor de un medio es arbitrario, y frecuentemente dejado de lado como Pearson ha observado.
Una definición operacional de la dureza química es obtenida aplicando una aproximación de diferencia finita de tres puntos a la segunda derivada:
{\displaystyle {\begin{aligned}\eta &\approx {\frac {E(N+1)-2E(N)+E(N-1)}{2}},\\&={\frac {(E(N-1)-E(N))-(E(N)-E(N+1))}{2}},\\&={\frac {1}{2}}(I-A),\end{aligned}}}
donde I es el potencial de ionización y A es la afinidad electrónica. Esta expresión implica que la dureza química es proporcional a la banda prohibida de un sistema químico, cuando existe una banda.
La primera derivada de la energía con respecto al número de electrones es igual al potencial químico, μ, del sistema.
{\displaystyle \mu =\left({\frac {\partial E}{\partial N}}\right)_{Z},}
de la que una definición operacional para el potencial químico se obtiene a partir de una aproximación de diferencia finita a la derivada de primer orden según
{\displaystyle {\begin{aligned}\mu &\approx {\frac {E(N+1)-E(N-1)}{2}},\\&={\frac {-(E(N-1)-E(N))-(E(N)-E(N+1))}{2}},\\&=-{\frac {1}{2}}(I+A),\end{aligned}}}
que es igual al negativo de la definición, en la escala de Mulliken de electronegatividad (χ): μ = −χ.
La dureza y la electronegatividad de Mulliken están relacionadas según
{\displaystyle 2\eta =\left({\frac {\partial \mu }{\partial N}}\right)_{Z}\approx -\left({\frac {\partial \chi }{\partial N}}\right)_{Z},}
y, en este sentido, la dureza es una medida de la resistencia a la deformación o cambio. Así, un valor de cero denota blandura máxima, donde la blandura es definida como el recríproco de la dureza.
En una compilación de valores de dureza, sólo la del anión hidruro se desvía. Otra discrepancia observada en el artículo original de 1983 es la aparente dureza mayor del Tl3+ comparada al Tl+.

## Modificaciones
Si la interacción entre el ácido y la base en solución resulta en una mezcla en equilibrio, la fuerza de la interacción puede ser cuantificada en términos de una constante de equilibrio. Una medida cuantitativa alternativa es el calor estándar (entalpía) de formación del aducto en solvente no coordinante. Drago y Wayland propusieron una ecuación de dos parámetros que predice la formación de un gran número de aductos con mucha precisión.
–ΔHO (A—B) = EAEB + CACB
Los valores de los parámetros E y C pueden encontrarse en Drago et al. Hancock y Martell encontraron que una ecuación de E y C análoga a la de Drago daba una excelente predicción cuantitativa de las constantes de formación para complejos de 34 iones metálicos, más el hidrón, con un amplio ranto de ácidos de Lewis unidentados en solución acuosa, y también ofrecieron un análisis de los factores que gobiernan el comportamiento ABDB en solución
Se ha propuesto otro sistema cuantitativo, en el que la acidez del ácido de Lewis está basada en la afinidad en fase gaseosa por el fluoruro.

## Regla de Kornblum
Una aplicación de la teoría ABDB es la denominada regla de Kornblum, que indica que en reacciones con nucleófilos ambidentados, el átomo más electronegativo reacciona en un mecanismo de reacción SN1, y el menos electronegativo en una reacción SN2. Esta regla (establecida en 1954) realmente antecede a la teoría ABDB, pero en términos ABDB, su explicación es que en una reacción SN1, el carbocatión (ácido duro) reacciona con una base dura (alta electronegatividad), y en una reacción SN2, el carbono tetravalente (un ácido blando) reacciona con bases blandas.